# Adil Chihi
Adil Chihi (àrab: عادل شيحي, ʿĀdil Xīḥī) (Düsseldorf, Alemanya, 21 de febrer de 1988) és un futbolista alemany d'ascendència marroquina que juga com a davanter al Fulham FC de la Football League Championship d'Anglaterra. Chihi ha estat internacional en dues ocasions amb la selecció de futbol del Marroc.